# Хаджи Ариф-бей
Хаджи Ариф-бей (имя при рождении Мехмед Ариф, 1831 — 28 января 1885) — османский певец и композитор. Считается вторым лучшим османским композитором XIX века после Деде Эфенди. Дед турецкого политика Хюсаметтина Озкана.

## Биография
Родился в стамбульском районе Эюп. Его отец работал в шариатском суде. Талант певца проявился ещё в детстве, во время учёбы в начальной школе пел в религиозном хоре. Первым учителем пения Хаджи Арифа был друг семьи Шахинбейзаде Мехмед-бей, именно он познакомил юного музыканта с одним из лучших османских композиторов того времени Деде Эфенди.
После этого он начал учиться музыке в придворном оркестре «Muzıka-i Hümayun» и одновременно с этим работал чиновником в министерстве обороны. Благодаря таланту музыканта со временем приблизился к султану Абдул-Меджиду. Во время пребывания при дворе у Хаджи Арифа было несколько интриг с одалисками, каждая из которых прерывалась когда Ариф-бей на время покидал дворец по долгу службы. Любовные переживания, испытанные им во время этих отношений, легли в основу ряд написанных им поэм.
После прихода к власти Абдул-Хамида II отношения между ним и Хаджи Ариф-беем не сложились. У них случались конфликты, это, а также проблемы Ариф-бея со здоровьем, сделали его посещения дворца редкими.
Умер 28 января 1885 года в Стамбуле.

### Память
В 1982 году вышел снятый Юджелем Чакмаклы для канала TRT 1 мини-сериал «Hacı Arif Bey».